# Geonomie
Geonomia este știința relațiilor dintre mediul înconjurător natural și societățile umane.

## Început

Stema „Societății de geografie din România” întemeiată în 1875.

În 1866, biologul german Ernst Haeckel a creat noțiunea de „ecologie” care înseamnă, în grecește: cunoașterea locuinței (prin „locuință” înțelegându-se planeta noastră și biosfera sa). Dat fiind că termenul de „economie”, care înseamnă, în grecește, gospodărirea locuinței, era deja folosit într-un sens strict productivist, devenea necesară inovarea unui nou termen care să desemneze „gospodărirea locuinței” în sensul haeckelian de „gospodărire a planetei noastre și a biosferei”. Biologul român Grigore Antipa, unul dintre elevii lui Ernst Haeckel, a avut ideea, într-o conferință ținută la București, la Societatea de Geografie, în 1909, să descrie sistemul de gestionare rațională pe care-l concepuse pentru lunca și delta Dunării, prin cuvântul geonomie. Era prima oară când acest termen a fost folosit în sensul acesta ; mai înainte, el exista deja în limba română, dar cu un înțeles mai naturalist : Geonomia : ramură a geologiei, care se ocupă cu legile fizice, care prezidă schimbările operate în forma superficială a Pamântului.

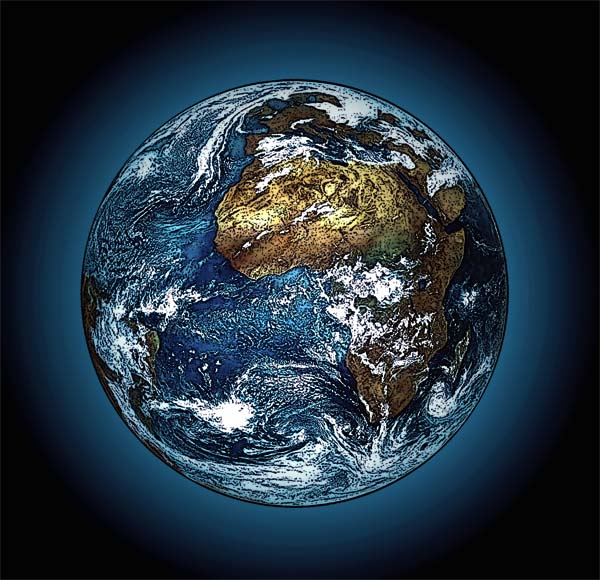
Planeta noastră văzută din cosmos: o mică „navă spațială”.

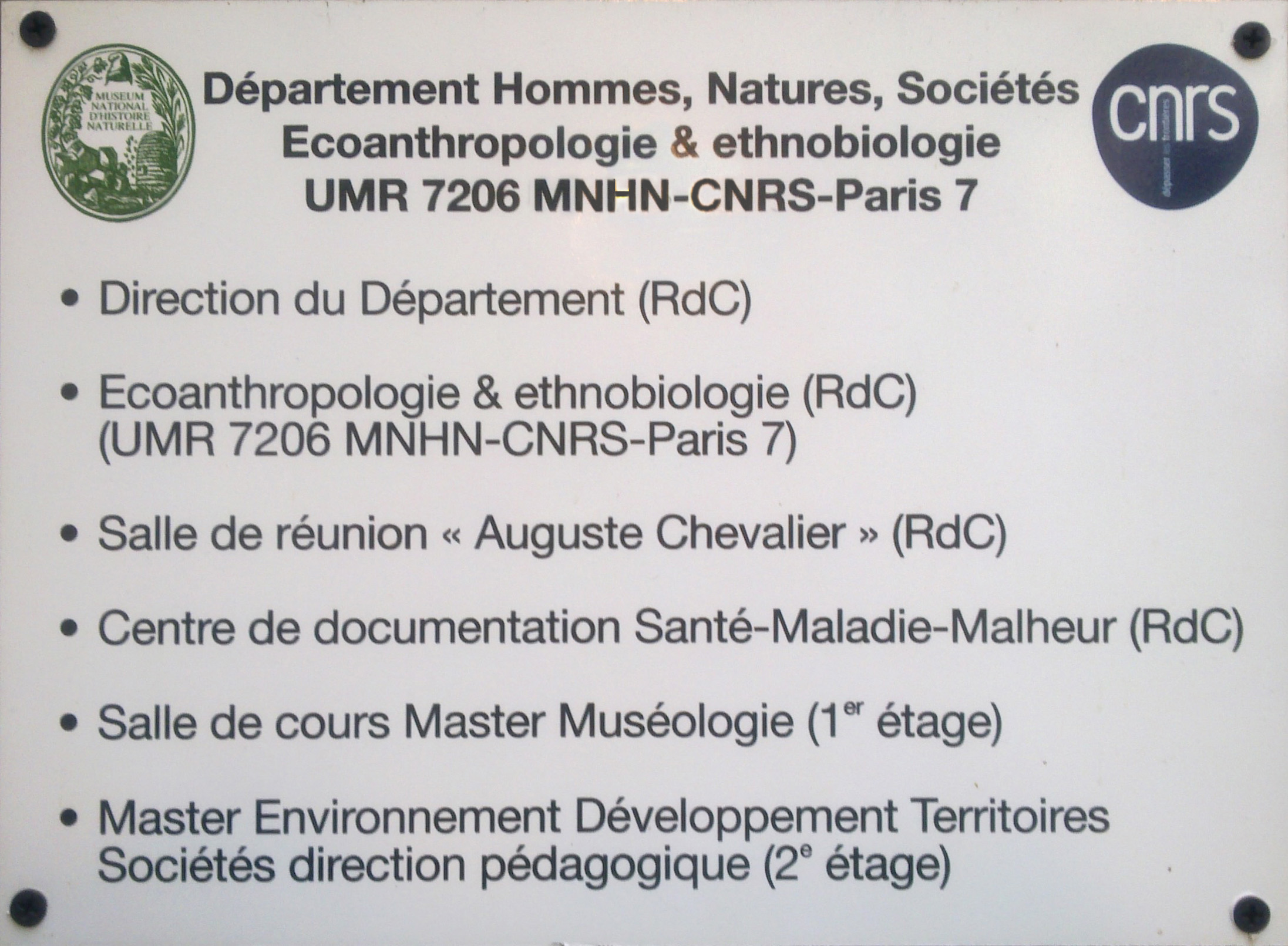
Geonomia la Muzeul de Istorie naturală din Paris.

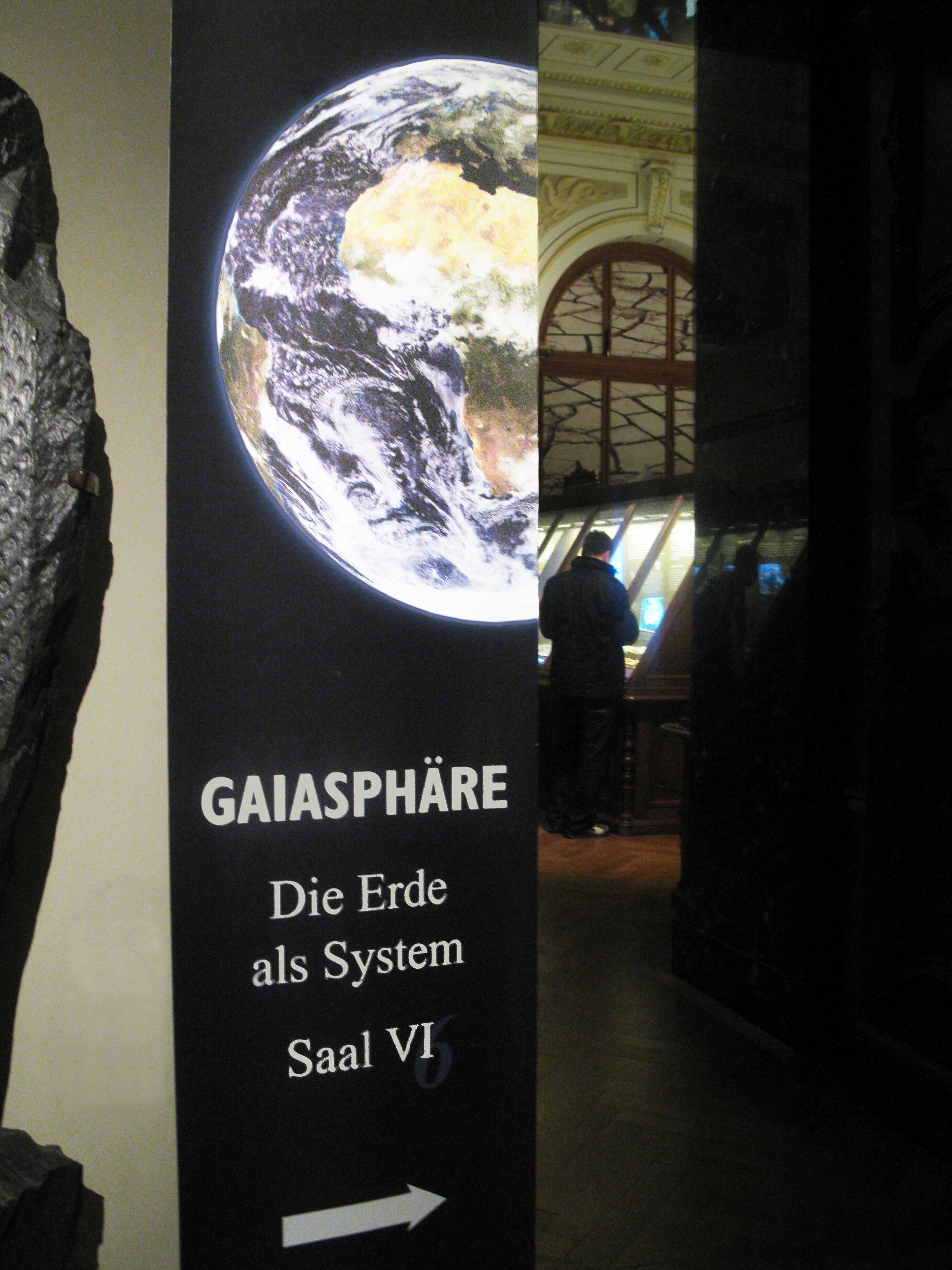
Geonomia la Muzeul de Istorie naturală din Viena.

În 1947 Maurice-François Rouge de la Institutul de Urbanism din Paris, în lucrarea sa Geonomia sau organizarea teritoriului, definește astfel geonomia: „o nouă știință pentru acțiune, distinctă de urbanism și de geografie: știința organizării teritoriilor, știința care studiază structura și echilibrul ocupării spațiilor naturale de către om, sub triplul aspect al geografiei, al ecologiei și al socio-economiei” (citat în M-C.Robic, 1996). În anii 1970-2000 geonomia este total dată uitării în România unde, atât sub regimul comunist cât și în cel post-comunist, domnește ideologia "luptei omului împotriva naturii". În schimb, în Franța, geograful Philippe Pinchemel, biologul și sociologul comportementalist François Terrasson și alți cercetători dezvoltă această disciplină.
Deși cuvântul geonomie (în sensul actual) nu a fost încă adoptat de enciclopediile pentru marele public, acești cercetători afirmă că este o știință cu un mare viitor, dată fiind amploarea luată de problemele de mediu în ultimele decenii. Cuvântul nu a trecut încă în limba engleză, dar savanți renumiți ca de exemplu James Lovelock, Stephen Jay Gould sau Jared Diamond sunt, de facto, geonomiști. François Terrasson afirma că noțiunea de geonomie răzbește greu în lumea contemporană fiindcă este potrivnică gândirii maniheiste a secolelor XIX și XX, gândire care opune omul și natura, economia și ecologia.

## Specificitate
Deși nu există încă nicăieri catedre de geonomie (cel puțin sub acest nume), geonomia este o știință  bine conturată, atât în domeniul teoretic cât și în cel practic : ea studiază folosirea, „consumul” și reacția mediilor, dar poate de asemenea să experimenteze și să preconizeze acțiuni și soluții la problemele ivite. Descriptivă pornind de la măsuri și probe, conceptuală pornind de la modelizări, și predictivă prin prospectiva fenomenelor descrise, geonomia ne permite să cunoaștem în ce condiții se elaborează transformările care afectează viața noastră cea de toate zilele. Această (relativ) nouă știință ne permite să prevedem consecințele hotărârilor și acțiunilor noastre, prin studii de impact. Ea ne poate arăta ce trebuie să facem ca să ne mărim șansele de a supraviețui ca specie pe planeta în permanentă evoluție, pe care locuim, și ce primejdii pot amenința viitorul nostru.
Încă din 1953, în cadrul cursului său de Geonomie la „École Pratique des Hautes Etudes” (Școala Înaltelor Studii Practice), Maurice-François Rouge spunea despre această disciplină : „Este un ansemblu de cunoștințe   până astăzi risipite prin geografia fizică și umană, prin geologie, pedologie, agronomie, climatologie, ecologie, demografie, sociologie, economie, urbanistică, inginerie… care astăzi sunt adunate într-un corpus coerent pentru a descrie realitatea spațiilor, precum și legile și condițiile în care se pot modifica; combinând aceste cunoștințe, inclusiv tehnice (matematice, cartografice, statistice), «geonomul» găsește soluțiile cele mai chibzuite”.
Pentru un geonom, problemele economiei, ale climei și ale mediului sunt legate: așadar și soluțiile trebuie să fie legate. În perspectiva geonomică, economia și ecologia nu sunt antagoniste, ci reprezintă două fețe ale aceleiași realități. Obiectul geonomiei este să caute și să găsească mijloacele de a lăsa generațiior viitoare o lume încă prielnică nevoilor speciei noastre.
Pentru un geonom, istoria naturală și istoria omenească sunt aceeași istorie. Pământul, apele, clima, viața, omenirea formează un continuum interactiv : decriptarea trecutului permite o înțelegere mai deplină a prezentului și o anticipare mai eficientă a viitorului. Astfel, decoperind (mulțumită combinării arheologiei, antropologiei, paleontologiei, sedimentologiei, palinologiei, glaciologiei si paleo-climatologiei, geologiei scoarței terestre, a științelor și tehnicilor  care permit cunoașterea directă și indirectă a substanțelor minerale din scoarța terestră și structura în profunzime a Pământului ) că o bună parte din năvălirile, războaiele și evoluțiile istorice ale omenirii au cauze în accesul la resursele minerale, cauze ecologice și climatice, care la rândul lor au fost adesea pricinuite tocmai de acțiunea omului, ne dăm seama cât de fragil este echilibrul actual, și cât de important este „principiul de precauție”.Componentă de cea mai mare importanță pentru dezvoltarea  societății omenești o constituie valorificarea și prelucrarea  mineralelor  din scoarța terestră prin minerit, de aceea ingineria minieră este din punct de vedere științific  indisolubil legată de științele geonomice și ecologice.
Geonomia studiază aceste adevărate „laboratoare de mediu” ce sunt mediile insulare, care prefigurează „în mic”, ce se produce pe toată planeta "în mare". De exemplu, războaiele și depopularea insulei Rapa Nui (Insula Paștelui sau Isla de Pascua) corespund cu o precedentă creștere demografică excesivă față de resurse și cu dispariția pădurilor, apoi a izvoarelor, iar mai timpuriu, perioada marilor migrații ale popoarelor corespunde cu o răcire și o uscare brutală a climei, în timp ce depopularea Europei, între secolele al XIII-lea și al IX-lea î.e.n., corespunde cu erupțiile vulcanilor Thera, Etna și Vezuviu.

## Articole legate
- Ecologie
- Ernst Haeckel
- Grigore Antipa
- James Lovelock
- Jared Diamond
- Stephen Jay Gould
- Evoluție
- Biologie
- Geografie
- Geologie
- Delta Dunării
- Mediu
- Muzeul „Grigore Antipa”

## Filmografie
- Richard Fleischer, Soare verde (Green Soylent), cu Charlton Heston, 1973.
- Kevin Reynolds, Rapa Nui, cu Jason Scott Lee, 1994.
- Al Gore, Un adevăr care deranjează (An inconvenient truth), 2006.
- Leonardo Di Caprio, A unsprezecea oră,2007.